# درما، میسیسیپی
درما (به انگلیسی: Derma) شهرکی در ایالت میسیسیپی کشور ایالات متحده آمریکا است که جمعیت آن در سرشماری سال ۲۰۱۰ میلادی، ۱٬۰۲۵
نفر بوده‌است.